# Ložane
Ložane so naselje v Občini Pesnica.